# シマワラビー
シマワラビー (Notamacropus greyi ) は双前歯目カンガルー科に属するワラビーの一種。絶滅種。南オーストラリア州南東部とビクトリア州南西部に生息していた。

## 分類
本種は1848年にジョージ・ウォーターハウスによって記載された。模式標本は南オーストラリア州のクーロンで採取された。ウォーターハウスはジョン・エドワード・グレイによって有効な記載なしに1843年に発表された初期の学名Halmaturus greyii を引用して、その所属を Macropus 属の Halmaturus 亜属とし、この新しく記載された新種に対してGrey's wallabyという英名を与えた。この英名と種小名の "greyi" はこの種の2標本を大英博物館自然史部門の研究者に供給した採集家で探検家のジョージ・グレイ (George Grey) を記念したものである。系統的な再評価が行われ、本種は近縁な8種と共に Notamacropus Dawson and Flannery, 1985と名付けられた亜属にまとめられ、Macropus (Notamacropus) greyi となった。Macropus 属の亜属からの昇格が行われ、Notamacropus greyi となった。遺伝子分析では最も近縁な種はクロテワラビー (Western brush wallaby) である。
英名には "monkeyface" や "onetwo" というものもある。

## 記載

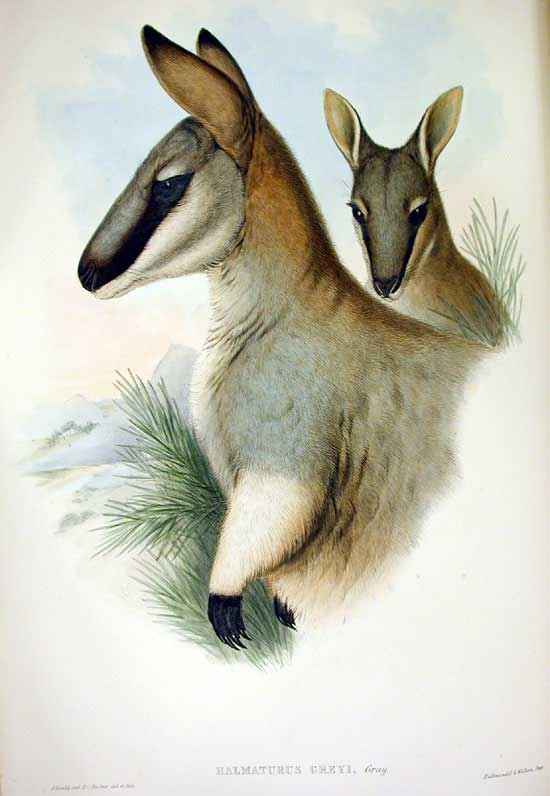
上体の図 Henry Richter画 John Gould著 Mammals of Australia (1863)より

シマワラビーは、下腹部が黄褐色で淡い灰褐色の毛皮を持った細身で優美かつ優雅な生き物だった。尾は淡灰色で先端近くではほとんど黒色だった。はっきりとした黒い模様が顔にあり、鼻から目まで走っていた。前腕・足部・耳の先端も黒かった。色や手触りの異なる毛皮は、季節的な変化や個体差によるものだと考えられている。体の測定値はオスとメスで差がある。一般的に、オスのシマワラビーは頭胴長が最大 810 mm に達するのに対し、メスは 840 mmになる。メスの方が背が高いが、メスの尾が約710 mm なのに対してオスの方が約730 mm と尾が長い。

## 行動
シマワラビーは夜行性の動物で、薄暮時に餌となる植物を探し回った。彼らの移動は非常に速く、ほとんど全ての地上性捕食者の速さを上回っており、植民地時代のハンターの最も俊足なイヌからも逃れたことが知られている。

## 生息地
シマワラビーはオーストラリア南東の角からビクトリア州西部まで生息していた。好みの環境は短い草の生えた湿地帯から丈の高い草の生えた開けた土地にわたる。シマワラビーは群を作る社会性の動物であることが知られており、群で草を食べたり休息したりしていた。

## 脅威
数々の原因の組み合わせによりシマワラビーは数を減らし最終的には絶滅に至った。最も大きな要因の一つは生息地の破壊である。というのも湿地帯は生息地として重要な部分を占めており、一旦湿地帯が無くなってしまうと湿地帯の植生のほとんども共に無くなってしまったのである。生息地の破壊だけでなく、ヨーロッパ産アカギツネのような捕食者の導入も、同様にこの種を絶滅に追いやった。加えて、この動物はその毛皮目当てやスポーツハンティングのために狩猟の対象にもなっていた。ただし、足が速いため先住民にとっては他の大型のカンガルーに比べ捕まえにくい獲物であったともされており、また先住民のオーストラリア上陸から数万年のあいだ人間とシマワラビーは共存していた。

## 絶滅
シマワラビーは欧州人による支配後わずか85年しか生き延びなかった。1920年代にこの動物を絶滅の瀬戸際から引き戻すための保護活動が行われた。その計画は本種の知られている限り最後の生き残りを捕獲し、飼育下で繁殖させると言うものだった。これは捕獲しようとした際に14個体中10個体を事故で死なせてしまうという悲劇的な結果に終わった。残りの4個体は飼育下で生き延びた。
野生での最後の観察例は1924年に記録されており、飼育下での最後の生き残りは1939年まで生き延びた。本種は絶滅したと考えられているが、1970年代を通して疑わしい目撃例が報告された地域で広範囲な調査が今でも続けられている。しかし、本種はそれ以降今に至るまで目撃されていない。